# از جوانی گله‌ای نداریم
از جوانی گله‌ای نداریم (ژاپنی: わが青春に悔なし) فیلمی به کارگردانی آکیرا کوروساوا است که در سال ۱۹۴۶ منتشر شد. از بازیگران آن می‌توان به ستسوکو هارا، تاکاشی شیمورا، دنجیرو اوکوچی و هاروکو سوگیمورا اشاره کرد.